# Ігнатій Лобос
Ігнатій Лобос (пол. Ignacy Łobos; 16 серпня 1827, Дрогобич — 15 квітня 1900, Тарнів) — польський римо-католицький єпископ, єпископ-помічник Перемишльської дієцезії (1882—1885), єпископ Тарновської дієцезії (1885—1900).

## Життєпис
Народився 16 серпня 1827 року в Дрогобичі в сім'ї ремісника Войцеха Лобоса і його дружини Анни з роду Ярема. Навчався у Дрогобичі в школі отців василіян, а потім у Самбірській гімназії. Філософські і богословські студії закінчив у духовній семінарії в Перемишлі. Висвячений на пресвітера 7 вересня 1851 року. Призначений сотрудником у Стрілковичах біля Самбора, незабаром став префектом Перемишльської семінарії, а потім канцлером єпископа Антонія Манастирського. У 1873 році був призначений почесним каноніком. У 1868 році став шамбеляном імператорського двору, а в 1874 році — папським шамбеляном.
27 березня 1882 року отримав призначення на єпископа-помічника Перемишльської дієцезії і титулярного єпископа Leuce. Хіротонізований 16 квітня 1882 року. 12 грудня 1885 року став єпархіальним єпископом Тарновської дієцезії. У період його служіння було проведено ремонт собору в Тарнові.
Ігнатій Лобос був почесним громадянином Дрогобича, Беча, Лежайська і Тарнова, таємним радником, домовим прелатом папи, римським графом та помічником папського дому.
Помер 15 квітня 1900 року в Тарнові. Похований на Старому цвинтарі в Тарнові.